# 바르바라 돌니아크

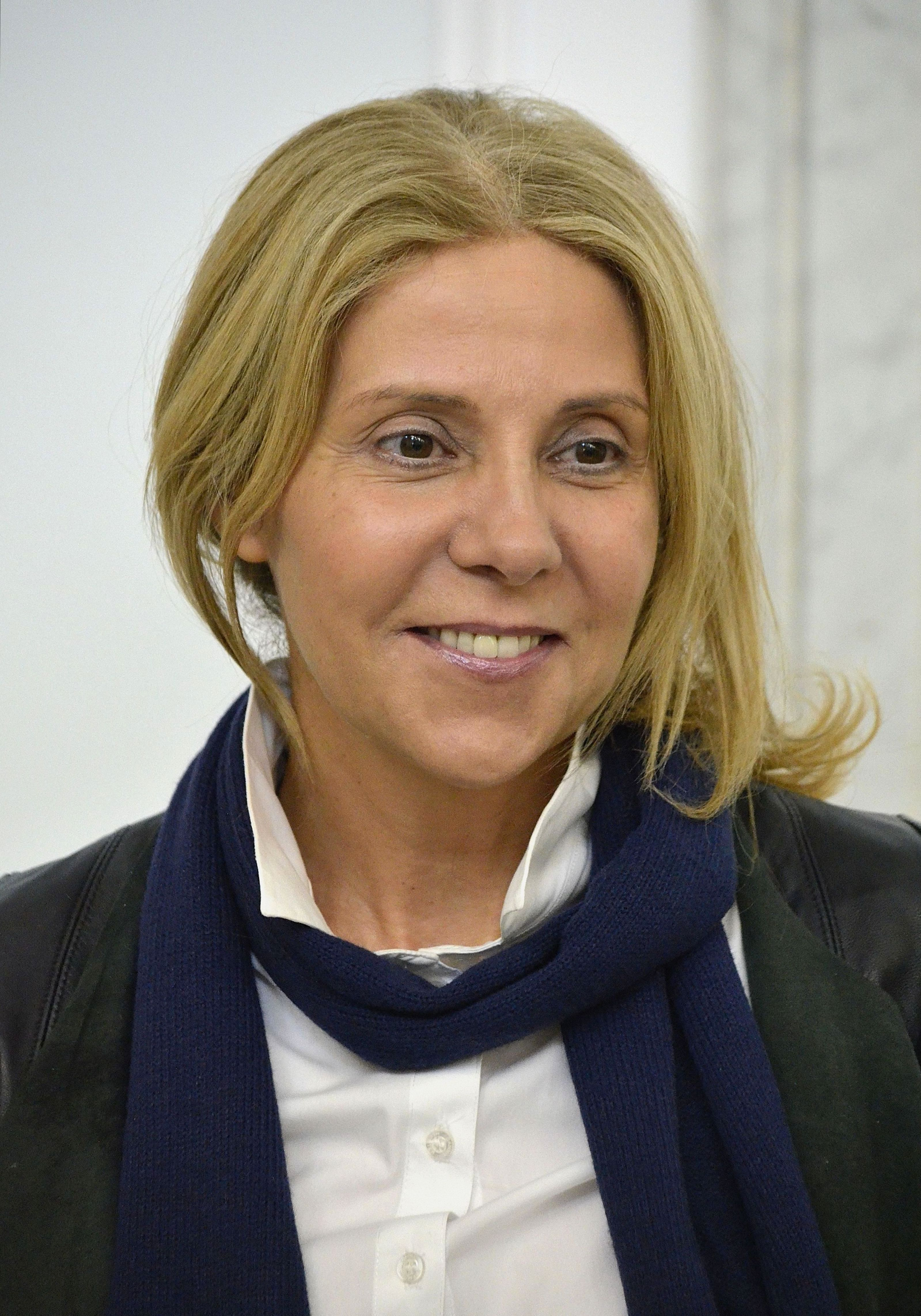
바르바라 돌니아크

바르바라 돌니아크(폴란드어: Barbara Dolniak, 혼전 성씨는 프시우츠카(Przyłucka), 1960년 9월 21일 ~ )는 폴란드의 정치인으로, 2015년 이래 국회부의장이다. 카토비체의 실롱스크 대학교에서 법학을 전공했으며, 대학원에서 유럽 연합 법률 및 사법적용학을 수학했다. 졸업 후 법조인으로 활동하다가, 카토비체 지방법원의 판사로 등용되어 30년 동안 일했다.
남편 그제고시 돌니아크는 5년 간 국회의원직을 역임한 바 있는 인물로, 2010년 4월 10일 폴란드 공군 Tu-154 추락 사고의 희생자였다. 그의 사후 바르바라는 남편을 기리는 차원에서 "스포르토바 샨사"(Sportowa Szansa) 재단을 창립했으며, 국내 청년 운동 선수들에게 학위를 수여하고 있다. 2011년 무소속 상원의원 호보로 도전했으나 34,890표를 얻어 47,820표를 득표한 즈비그니에프 메레스에게 패했다. 2015년 총선 때 현대당 국회의원 후보로 도전해 15,752표를 얻어 원내에 입성했다.
당선 이후 국회부의장으로 선출되었으며, 법무인권위원회 위원으로도 활동했다. 국가법무위원회의 개혁안에 대한 입장을 수시로 내비쳤으며, 개혁은 필요하나 정치인이 판사를 임명하는 것은 잘못되었다고 비판했다.